# خورخه خورادو
خورخه خورادو (اسپانیایی: Jorge Jurado‎؛ زادهٔ ۲۲ سپتامبر ۱۹۹۵) بازیگر اهل اسپانیا است.
از فیلم‌ها یا برنامه‌های تلویزیونی که وی در آن نقش داشته‌است، می‌توان به خانواده سرانو، گل ۲: زندگی در رؤیا و زندگی جنون‌آمیز اشاره کرد.